# Je t'aime moi non plus (film)
Pour les articles homonymes, voir Je t'aime moi non plus.
Pour plus de détails, voir Fiche technique et Distribution.
Je t'aime moi non plus est un film français écrit et réalisé par Serge Gainsbourg, sorti en 1976. La musique du film est créée par ce dernier et le titre du film est issu d'une de ses chansons.

## Synopsis

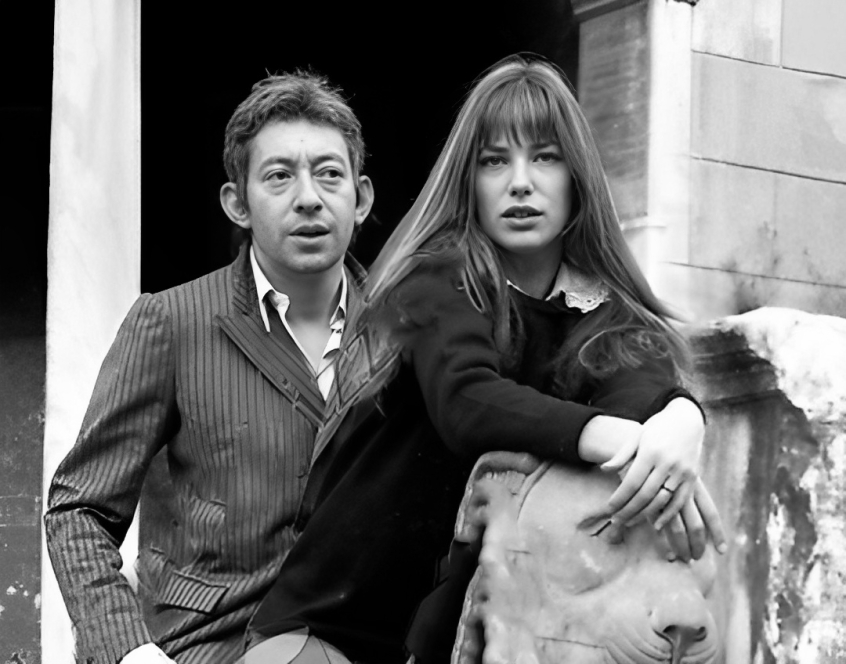
Jane Birkin et Serge Gainsbourg en 1974, en Italie.

Johnny (Jane Birkin), serveuse dans un bar pour routiers au milieu de nulle part, mène une vie solitaire dans laquelle elle s'ennuie. Elle tombe amoureuse du conducteur d'un camion à benne, Krassky (Joe Dallesandro), faisant fi des mises en garde de son patron Boris (Reinhard Kolldehoff), qui lui dit que ce dernier est homosexuel. En raison de l'allure androgyne de la jeune femme, Krassky est néanmoins lui aussi attiré par elle. Leurs amours sont toutefois contrariées par la jalousie du petit ami de Krassky, Padovan (Hugues Quester).

## Fiche technique
- Titre : Je t'aime moi non plus
- Réalisation et scénario : Serge Gainsbourg
- Assistant réalisateur : Thierry Chabert
- Photographie : Willy Kurant
- Cadreur : Yann Le Masson
- Son : Antoine Bonfanti
- Musique : Serge Gainsbourg (BOF publiée sur LP Philips réf. 9101 030)[1]
- Décors : Théobald Meurisse
- Montage : Kenout Peltier
- Pays d'origine : France
- Tournage extérieurs : Plateau de Lussan, Uzès et son aérodrome, ancien chemin de fer Alès-Laudun-l'Ardoise (Gard)
- Producteurs : Jacques-Éric Strauss, Claude Berri
- Sociétés de production : Président Films, Renn Productions
- Société de distribution : AMLF
- Format : couleur par Eastmancolor — 1.66:1 — monophonique — 35 mm
- Genre : drame
- Durée : 83 minutes
- Date de sortie : 10 mars 1976
- Classification CNC : Initialement « interdit aux moins de 18 ans »[2], puis « interdit aux moins de 16 ans[Note 1]»[3]

## Distribution
- Jane Birkin : Johnny
- Joe Dallesandro : Krassky
- Hugues Quester : Padovan
- Reinhard Kolldehoff (crédité René Kolldehoff) : Boris, le patron de Johnny
- Jimmy Davis (en) : Moïse
- Gérard Depardieu : le paysan
- Michel Blanc : un ouvrier
- Alain David (acteur vu dans Le gagnant[4], ne pas confondre avec l'acteur Alain David né Gabison) : un ouvrier
- Doris Thomas : strip-teaseuse 1
- Josiane Lévêque : strip-teaseuse 2
- Gillian Gill : strip-teaseuse 3
- Raoul Delfosse : Sam, le patron de l'hôtel
- Maïté Nahyr : la prostituée à l'hôtel
- Liliane Rovère : la femme qui téléphone
- Arlette Emmery (non créditée) : une fille au bal
- Claudia Butenuth (en) (non créditée) : une cliente
- le groupe Au Bonheur des Dames : les musiciens du bal
  - Ramon Pipin (Alain Ranval) : le guitariste
  - Shitty Télaouine (Daniel Dollé) : le bassiste
  - Gepetto Ben Glabros (Pierre Rigaux) : le saxophoniste
  - Gérard Manjoué (Yves-Antoine Spoto)
  - Sharon Glory (Philippe Vauvillé)

## Distinctions

### Nominations
- César 1977 : Meilleure musique écrite pour un film pour Serge Gainsbourg et Meilleur son pour Antoine Bonfanti

## Commentaires
- Pour les besoins du film, Jane Birkin a coupé sa longue chevelure pour avoir un air le plus masculin possible et créer un style androgyne.
- Le film fut défendu par François Truffaut[5].
- Le film est dédié à Boris Vian.
- Je t'aime moi non plus est le premier film de Gainsbourg. Au moment du tournage, Jane Birkin est réellement sa partenaire à la ville. Le film réunit des éléments récurrents du monde gainsbourgien comme la mort et le sexe. À noter une apparition de Gérard Depardieu jouant un paysan homosexuel.